# Полет 883 на „Еъро Карибиън“
Полет 883 на „Еъро Карибиън“ е редовен международен пътнически полет от международното летище „Тусен Лувертюр“, Порт о Пренс, Хаити, до международното летище „Хосе Марти“, Хавана, Куба, с планирано междинно кацане на летище „Антонио Масео“, Сантяго де Куба. На 4 ноември 2010 г. самолетът ATR 72-212, който изпълнява полета, се разбива в централната кубинска провинция Санкти Спиритус, при което загиват всички 61 пътници и 7 членове на екипажа на борда.
Институтът за гражданска авиация на Куба разследва инцидента с помощта на производителя на самолети ATR и Френското бюро за разследване и анализ на безопасността на гражданската авиация. През декември 2010 г. кубинските власти заявяват, че анализът на бордните записващи устройства не разкрива технически проблем с ATR 72. Самолетът попада на тежки условия на обледеняване на височина от 6100 м, които не са отчетени правилно, а това довежда до катастрофата.
Заедно с инцидента при полет 4184 на „Американ Ийгъл“ това е най-тежката катастрофа в историята на ATR 72, преди машината, която изпълнява полет 691 на „Йети Еърлайнс“, да се разбие 12 години по-късно и да убие други 72 души.